# Franka Batelić
Franka Batelić Ćorluka (Rabac, 7. lipnja 1992.) hrvatska je pjevačica.
Predstavljala je Hrvatsku na Euroviziji 2018. godine u Portugalu pjesmom "Crazy".

## Životopis
Rođena je 7. lipnja 1992. u Rijeci. Pjevanjem se bavi od svoje 3. godine života i to najprije kao solistica zbora "Minicantanti" s kojim je nastupila na brojnim festivalima i manifestacijama u Hrvatskoj i inozemstvu. Na dječjem festivalu "Voci nostre" dva puta je osvojila nagradu, kao i na festivalu Dorica u Osijeku. U osnovnoj školi bila je članica Župnog zbora Sv. Andrija u Rapcu, a s kojim također kao solistica sudjeluje na festivalima duhovne glazbe "Iskrice" i "Bonofest" u Vukovaru.
Franka je završila osnovnu glazbenu školu za klavir, a osim klavira svira i gitaru, koju ju je otac naučio svirati. 
Godine 2011. dobila je stipendiju za tri semestra na Berklee College of Music u Bostonu, gdje je završila tri semestra. 
Osim pjevanja, velika su joj ljubav putovanja i strani jezici. Posjetila je SAD, Kanadu, Indiju, Veliku Britaniju, Francusku, Grčku, a želja joj je proputovati svijet. Najljepše iskustvo s putovanja joj je Monsoon Wedding, vjenčanje njezinog bratića u Indiji. Tečno govori talijanski i engleski jezik (u Londonu je pohađala školu engleskog jezika u Southbank Universityju), a uči i njemački. Živi u Zagrebu. Trenutačno studira pravo na pravnom fakultetu Sveučilišta u Zagrebu.

### Obitelj
Mama Ingrid, tata Damir i mlađi brat Nikola koji se također bavi glazbom – gitarist i pjevač grupe "Storm" – trenutno poznati kao najmlađi rock sastav u Labinu. 21. srpnja 2018. godine udala se za hrvatskog nogometnog reprezentativca Vedrana Ćorluku. Godine 2020. rodila je sina Viktora, a 2022. kćer Gretu.

## Karijera
Početak njezine ozbiljne glazbene karijere označava pobjeda na televizijskom talent showu Showtime u prosincu 2007., zbog kojeg je potpisala petogodišnji ugovor za Hit records. S pobjedničkom pjesmom Ovaj dan imala je par mini nastupa. U svibnju 2008. s pjesmom Ruža u kamenu, autorskog trojca Mire Buljana, Borisa Đurđevića i Nene Ninčevića, Franka se predstavila u finalu pop/rock večeri 12. Hrvatskog radijskog festivala u Opatiji, gdje je osvojila nagradu gledatelja. Upravo je ta pjesma osvojila članove OGAE mreže koja okuplja četrdesetak europskih klubova ljubitelja Eurosonga, čime je Franka OGAE Song Contest sljedeće godine dovela u Hrvatsku. U konkurenciji od 28 pjesama, iza Hrvatske je Velika Britanija (Take That – Rule the world) i grupa Sonohra koji su osvojili San Remo u Italiji.
U veljači 2009. Franka je nastupila na Dori s "Pjesmom za kraj" koja je osvojila treće mjesto po glasovima publike i ubrzo osvojila srca obožavatelja na top listama širom Hrvatske, što pokazuje plasman na hrvatskoj nacionalnoj ljestvici "HR Top 20", gdje je ta pjesma dosegla drugo mjesto. Nakon dvotjednog glasovanja, hrvatski fanovi Eurosonga su 16. srpnja 2009. po drugi put izabrali Franku za predstavnicu na OGAE Song Contestu. Jedan tjedan nakon ovog glasovanja 22. srpnja 2009. godine Franka je uspjela ostvariti svoj prvi broj 1 u karijeri, i to s pjesmom s kojom je nastupila na 14. Hrvatskom radijskom festivalu u Opatiji, "Možda volim te".
Za sljedeći singl najavljeno je "Moje najdraže", zbog brojnih poruka i upita fanova kako zvuči nova pjesma, Franka je na svojoj Facebook stranici u music playeru stavila kratki isječak pjesme (20-ak sekundi refrena). Pjesma je službeno izašla na Hrvatskom radiju 5. studenog 2009. godine. Franka je s pjesmom "Na tvojim rukama" nastupala na 18. Dori i završila na 7. mjestu. Album prvijenac, nazvan Franka trebao je izaći u prvoj polovici 2010. godine, no zbog nerazjašnjenih razloga nije objavljen.
U svibnju 2011. godine Franke je preko svoje službene Facebook stranice objavila novu pjesmu "Crna duga". Dana, 15. lipnja 2011. godine objavit će pjesmu "On Fire". Pjesma je doživjela veliki uspjeh i našla se na brojnim kompilacijama house i dance glazbe te je na kanalu Kontor do 8. mjeseca 2012. pogledana više od 900 000 puta.
U studenom 2013. Franka objavljuje singl "Ljubav je" za tekst autorski potpisuje jedna od najizvođenijih estradskih kantautorica i pjevačica Antonija Šola.
Nakon dugogodišnje glazbene pauze tokom koje se Franka posvetila studiranju na Pravnom Fakultetu u Zagrebu, u listopadu 2017. godine objavljuje singl S Tobom posvećen njezinom nedavno preminulom ocu Damiru.
U veljači 2018. godine od strane HRTa dobiva čast predstavljati Hrvatsku na Pjesmi Eurovizije 2018. godine, održanoj u Lisabonu.
Nastupila je u prvoj polufinalnoj večeri i nije izborila nastup u finalu.
Ipak nakon Eurosonga, Franka se ozbiljnije posvećuje glazbi te izdaje nekoliko zapaženih singlova poput Tajno, Ti mi nosiš sreću, Ljubav, ništa više i Sve dok sanjaš.;; ;
Za pjesme Ljubav, ništa više i Sve dok sanjaš osvaja mjesečne nagrade Cesarica za mjesece lipanj i listopad 2019. godine, a na kraju odnosi i sveukupnu godišnju nagradu Cesarica po odabiru publike.
U srpnju 2020. godine izdaje novi singl Prvi Osjećaj koji ponovno osvaja glazbene ljestvice.Pjesma je napravljena u retro-disco stilu koji je jako moderan, po uzore na glazbenice Dua Lipe i Lady Gage.

## Diskografija
| - "Ovaj dan" (2007.) - "Ruža u kamenu" (2008.) - "Pjesma za kraj" (2009.) - "Možda volim te" (2009.) - "Moje najdraže" (2009.) - "Na tvojim rukama" (2010.) - "Crna duga" (2011.) - "Ne!" (2011.) - "San" (2012.) - "Pred svima" (2012.) - "Ljubav je..." (2013.) - "S tobom" (2017.) - "Crazy" (2018.) - "Kao ti i ja" (2018.) - "Tajno" (2018.) - "Ti mi nosiš sreću" (2019.) - "Ljubav, ništa više" (2019.) - "Sve dok sanjaš" (2019.) - "Prvi osjećaj" (2020.) |

## Sinkronizacija
- "Želja (2023.) kao Asha (2023.)
- "Space Jam: Nova legenda" kao Lola Mrkva (2021.)
- "Aladin (2019.)" kao Jasmina (2019.)
- "Zvončica i gusarska vila" kao solist (2014.)
- "Vrlo zapetljana priča" kao Zlatokosa [vokal] (2010.)

## Ostale djelatnosti
- 13. srpnja 2009. godine potvrđeno je da će Franka biti zaštitno lice kampanje Prijatelja životinja za 2009-u godinu.[18]
- Od 31. listopada 2009. godine Franka je plesala i pobijedila u 4. sezoni zabavne emisije Ples sa zvijezdama.[19]

## Nagrade, nominacije i uspjesi
- Diskografska nagrada "HR TOP 20" za nadu godine.[20]
- Nominacija za "Zlatnu Kooglu" za novog izvođača godine.[21]
- Nominacija za "Porin" za novog izvođača godine.[22]
- 13. Hrvatski radijski festival: Nagrada na temelju glasova putem 061 telefona[23]
- Pobjeda na OGAE Song Contestu 2008. godine
- Pobjeda u 4. sezoni Plesa sa zvijezdama
- Nagrada Cesarica, nagrada publike za mjesece lipanj i listopad 2019. godine[16]
- Godišnja nagrada Cesarica, nagrada publike za najbolju pjesmu 2019. godine[16]